# Goderville
Goderville ist eine französische Gemeinde mit 2.829 Einwohnern (Stand: 1. Januar 2022) im Département Seine-Maritime in der Region Normandie. Sie gehört zum Arrondissement Le Havre und zum Kanton Saint-Romain-de-Colbosc.

## Geographie
Goderville liegt etwa zwölf Kilometer südlich des Ärmelkanals. Umgeben wird Goderville von den Nachbargemeinden Sausseuzemare-en-Caux im Norden, Bretteville-du-Grand-Caux im Nordosten, Grainville-Ymauville im Osten, Bréauté im Südosten, Bornambusc im Süden sowie Écrainville im Westen.
Durch die Gemeinde führen die früheren Route nationale 25 (heutige D925) und 810 (heutige D910). 

## Geschichte
Erstmals erwähnt wird Goderville mit seinem Namen 875 in einer Urkunde Karls des Kahlen. 1825 wurde die Ortschaft Crétot eingemeindet.

### Bevölkerungsentwicklung
| Jahr      | 1962 | 1968 | 1975 | 1982 | 1990 | 1999 | 2006 | 2012 |
| Einwohner | 1394 | 1499 | 1632 | 1885 | 2044 | 2281 | 2747 | 2824 |

## Sehenswürdigkeiten
- Kirche Sainte-Madeleine aus dem Jahre 1865
- Das alte Schloss (Vieux château), Ende des 14., Anfang des 15. Jahrhunderts erbaut, Umbauten aus dem 16. Jahrhundert, seit 1996 Monument historique
- Wohnhaus aus dem 19. Jahrhundert (29 rue Émile-Bérnard), seit 1986 Monument historique
- mehrere alte Bauernhäuser aus dem 16. Jahrhundert

|  |  |

## Persönlichkeiten
- Antoine-Vincent Arnault (1766–1834), Dramatiker und Lyriker
- Émile Bénard (1844–1929), Architekt und Aquarellmaler
- Jean Prévost (1901–1944), Schriftsteller und Widerstandskämpfer (genannt: Captaine Goderville)